# Boss Soul!
Boss Soul! è un album di Gene Ammons, pubblicato dalla Prestige Records nel 1967. I brani dell'album furono registrati al Van Gelder Studio di Englewood Cliffs, New Jersey (Stati Uniti) nelle date indicate nella lista tracce.

## Tracce
Lato A
1. Soft Summer Breeze – 4:50 (Eddie Heywood) – Registrato il 18 ottobre 1961
2. Don't Go to Strangers – 4:21 (Redd Evans, Arthur Kent, Dave Mann) – Registrato il 18 ottobre 1961
3. Song of the Islands – 5:10 (Charles E. King) – Registrato il 18 ottobre 1961
4. Travelin' – 3:40 (Gene Ammons) – Registrato il 18 ottobre 1961

Lato B
1. Carbow – 5:05 (Gene Ammons) – Registrato il 17 ottobre 1961
2. I'm Afraid the Masquerade Is Over – 5:00 (Herbert Magidson, Allie Wrubel) – Registrato il 17 ottobre 1961
3. I'm Beginning to See the Light – 4:45 (Don George, Johnny Hodges, Harry James, Duke Ellington) – Registrato il 17 ottobre 1961

## Musicisti
Brani A1, A2, A3 e A4
- Gene Ammons - sassofono tenore
- Patti Bown - pianoforte
- George Duvivier - contrabbasso
- Art Taylor - batteria
- Ray Barretto - congas

Brani B1, B2 e B3
- Gene Ammons - sassofono tenore
- Walter Bishop Jr. - pianoforte
- Art Davis - contrabbasso
- Art Taylor - batteria
- Ray Barretto - congas